# Den nya människan (film, 1979)
Den nya människan är en svensk TV-film från 1979 i regi av Christian Lund. I rollerna ses bland andra Mats Karlsson, Barbro Oborg och Niels Dybeck.

## Om filmen
Filmen visades som en del av Sveriges Televisions TV-teater och spelades in efter ett manus av Eva Levén och Kjell Sundstedt. Filmen fotades av Jens Fischer och Wladimir Beatus och klipptes av Sundstedt. Den premiärvisades den 19 september 1979 i TV2.

## Rollista
- Mats Karlsson – Robert, 13 år
- Barbro Oborg – Roberts mamma
- Niels Dybeck – Börje, Roberts pappa, truckförare
- Lotta Lund (Regina Lund) – Roberts lillasyster
- Andreas Bylund – Roberts lillebror
- Thomas Nordlander – "Punkis", Roberts kompis
- Li Brådhe	– Elisabeth, teckningslärare
- Mats Bergman – klassföreståndaren
- Barbro Hiort af Ornäs – lärare i kollegiet
- Per-Olof Ekvall – lärare i kollegiet
- Göran Adolfsson – lärare i kollegiet
- Margareta Olsson – kuratorn
- Carl-Axel Heiknert – föreståndaren för ungdomshemmet
- Ella Almquist	– Lena Pettersson, vårdare på ungdomshemmet
- Gösta Bredefeldt – Börjes jobbarkompis, svetsare
- Thomas Oredsson – Börjes krogkompis
- Ester Kovanen	– mammans väninna
- Christer Banck – A-lagare
- Fred Gunnarsson – första grannen
- Åke Hellberg – andra grannen
- Bo Montelius – läkaren
- Peter Palmér – polis
- Romana Apetrea – sjuksköterska
- Gregor Dahlman – socialtjänsteman
- Rex Brådhe – socialtjänsteman
- Katarina Strandmark – personal på ungdomshemmet
- Inga Ålenius – personal på ungdomshemmet
- Yvonne Wangrot – personal på ungdomshemmet
- Katarina Sjöberg-Gustavsson – kvinna på restaurang
- Berit Gustafsson-Stark – den trakasserade kvinnan på T-banan
- Teddy Sandegren – den trakasserade mannen på T-banan
- Jesper Lindqvist – pojke på ungdomshemmet
- Michael Danielsson – pojke på ungdomshemmet
- Gunnar Lund – pojke på ungdomshemmet
- Mia Tilli – flicka på ungdomshemmet
- Pirjo Miettinen – flicka på ungdomshemmet
- Matsa Ristanovic – flicka på ungdomshemmet
- Sören Westling – pojke på ungdomshemmet
- Vibeke Schönkopf – flicka på ungdomshemmet
- Fredrik Krook	– pojke på ungdomshemmet
- Håkan Andersson – pojke på ungdomshemmet
- Pär Ornered – pojke på ungdomshemmet